# Liste der Träger des Großen Goldenen Ehrenzeichens mit dem Stern für Verdienste um die Republik Österreich seit 1952
In dieser nicht vollständigen Liste sind Besitzer des Großen Goldenen Ehrenzeichens mit dem Stern für Verdienste um die Republik Österreich (1952) mit kurzen Angaben zur Person und, wenn bekannt, zum Anlass der Verleihung aufgeführt.
Bei den Berufs- bzw. Funktionsbezeichnungen ist der Einheitlichkeit halber immer der erlernte Beruf (falls relevant, sonst der zum Zeitpunkt der Verleihung ausgeübte Beruf) und nachstehend die Funktion, gereiht nach politischer Ebene, angegeben.
Die Einträge sind, falls bekannt, nach dem Verleihungsjahr oder der Veröffentlichung sortiert, innerhalb des Jahres alphabetisch, die Jahresangaben haben aber aufgrund der verschiedenen Quellangaben eine Unschärfe, da die Zeit vom Antrag über die Verleihung bis zur Bekanntmachung mehrere Monate betragen kann.
Eine – teils unvollständige – Liste findet sich in einer Anfragebeantwortung des Bundeskanzlers:

## Träger

### Chronologisch
- Franz Jonas, Politiker (1954)
- Petrus Canisius Jean van Lierde, Kurienbischof (1958)
- Marie Émile Antoine Béthouart, Oberkommandant der französischen Besatzungstruppen in Österreich, Hochkommissar (1960)
- Franz Popp, Landeshauptmann-Stellvertreter von Niederösterreich (1960)[2]
- Ernesto Camagni, Bischof (1965)
- Robert Nünlist, Kommandant der Päpstlichen Schweizergarde (1966)
- Karl Tizian, Landtagspräsident von Vorarlberg (1968)
- Felix Slavik, Wiener Bürgermeister (1969)
- Hans Zyla, Politiker (1969)
- Karl Kunst, Politiker (1970)
- Hans Schmidinger, Politiker (1979)
- Alfred Verdross, Diplomat, Schriftsteller und Universitätsprofessor (1980)
- Friedrich Lehne, Vizepräsident des Verwaltungsgerichtshofs, Ersatzmitglied des Verfassungsgerichtshofs (1982)
- Lieselotte Berger, deutsche Politikerin und Parlamentarische Staatssekretärin (1985)
- Franz Hengsbach, Bischof von Essen (1987)
- Eleanor Lansing Dulles, US-amerikanische Diplomatin und Volkswirtin (1989)
- Alois Mock, Politiker (1989)
- Birgit Breuel, niedersächsische Wirtschafts- und Finanzministerin (1990)
- Dieter Knall, Bischof der Evangelischen Kirche A. B. in Österreich (1990)
- Maximilian Aichern, Bischof von Linz (1992)
- Ingeborg Friebe, Präsidentin des nordrhein-westfälischen Landtags, Bürgermeister von Monheim am Rhein (1992)
- Egon Kapellari, Bischof von Gurk-Klagenfurt (1992)
- Franz Žak, Bischof von St. Pölten (1992)
- Reinhold Stecher, Bischof von Innsbruck (1993)
- Viktor Frankl, Neurologe und Psychiater (1995)
- Michaela Geiger, deutsche Politikerin und Parlamentarische Staatssekretärin (1995)
- Alojzij Šuštar, Erzbischof von Ljubljana/Laibach (1996)
- Irene Ludwig, deutsche Kunst-Mäzenin (1996)
- Erika Mitterer, Schriftstellerin (1996)
- Herbert Haupt, Vizekanzler und Bundesminister für soziale Sicherheit und Generationen bzw. soziale Sicherheit, Generationen und Konsumentenschutz von 2000 bis 2005 (1996)
- Georg Eder, Erzbischof von Salzburg (1997)
- Friedrich Karl Flick, deutsch-österreichischer Unternehmer und Milliardär (1997)[3]
- Margarete Schütte-Lihotzky, Architektin (1997)
- Maria Rauch-Kallat, Mitglied des Bundesrates, Abgeordnete zum Wiener Landtag und Gemeinderat, Bundesministerin (1998)
- Helga Konrad, Frauenministerin, Sonderbeauftragte für Kulturfragen der Steiermärkischen Landesregierung (1999)
- Madeleine Petrovic, Politikerin (1999)
- Sonja Stiegelbauer, Abgeordnete zum Nationalrat, Bundesministerin für Familien und Jugend (1999)
- Heinrich Ursprung, Schweizer Biologe und Wissenschaftsmanager (1999)
- Max Weiler, Maler (2000)
- Kurt Krenn, Bischof von St. Pölten (2001)
- Johannes Jobst, Bischof von Broome (2001)
- Ban Ki-moon, südkoreanischer Botschafter in Österreich und Generalsekretär der UNO (2001)
- Gertrud Fussenegger, Schriftstellerin (2002)
- Uta Barbara Pühringer, Politikerin (2004)
- Helmut Türk, Kabinettsdirektor a. D., Botschafter i. R., Vizepräsident des Internationalen Seegerichtshofes (2004)
- Edmund Freibauer, Präsident des Niederösterreichischen Landtages (2005)
- Alfred Gusenbauer, Parteichef der Sozialdemokratischen Partei Österreichs (2005)
- Ernst Höger, Landeshauptmann-Stellvertreter von Niederösterreich (2005)
- Milan Jazbec, Staatssekretär des slowenischen Verteidigungsministeriums (2005)
- Franz Olah, Innenminister und Präsident des ÖGB (2005)
- Angela Orthner, oberösterreichischen Landtagspräsidentin (2005)
- Stuart E. Eizenstat, Diplomat (2005)
- Peter Westenthaler, Obmann des FPÖ-Parlamentsklubs (2005)
- Jan Zahradník, Landeshauptmann von Südböhmen (2005)
- Peter Brabeck-Letmathe, Manager und Ökonom (2006)
- Franz Hubmann, Fotograf (2006)
- George Tabori britischer Schriftsteller, Drehbuchautor, Übersetzer, Dramatiker und Theaterregisseur ungarischer Herkunft (2006)
- Jorge Chen Charpentier, stellvertretender Außenminister für Lateinamerika und Karibik der Vereinigten Mexikanischen Staaten (2007)
- Franz von Däniken, Staatssekretär und Politischer Direktor im Schweizerischen Außenministerium (2007)
- Manfred Gruber, Bürgermeister von Bad Gastein von 1994 bis 2004 und Bundesrat (2007)
- Edmund Hlawka, Mathematiker (2007)
- Paul Iby, österreichischer Kirchenrechtler und Bischof von Eisenstadt (2007)
- Kurt Jungwirth, Landeshauptmann-Stellvertreter der Steiermark (2007)
- Klaus Küng, Bischof von St. Pölten und Leiter des Referats Familie in der österreichischen Bischofskonferenz (2007)
- Herwig Sturm, Bischof der Evangelischen Kirche A. B. in Österreich (2007)
- Christian Werner, Militärordinarius von Österreich (2007)
- Josef Clemens, Kurienbischof (2008)
- Kristiina Ojuland, estnische Außenministerin (2008)
- Herbert Schimetschek, Präsident des Generalrates der Österreichischen Nationalbank (2008)
- Eva Glawischnig, Dritter Präsident des Nationalrates (2009)
- Erwin Kräutler, Bischof und Prälat von Xingu (2009)
- Richard Weberberger, Bischof von Barreiras (2009)
- Günther Sallaberger, Erster Landtagspräsident in Wien (2010)
- Frank Stronach, Industrieller (2010)
- Heidemaria Onodi, Landeshauptmannstellvertreterin a. D. und Abgeordnete zum NÖ. Landtag (2010)
- Paul Chaim Eisenberg, Oberrabbiner und Professor (2010)
- Somchai Charanasomboon, Gesandter an der Botschaft des Königreiches Thailand (2011)
- Pat Cox, Präsident der Europäischen Bewegung International und Präsident des Europäischen Parlaments (2011)
- Wladimir Iwanowitsch Jakunin, Präsident der Russischen Eisenbahnen (2011)
- Hideyuki Sakamoto, Gesandter an der Japanischen Botschaft (2011)
- Michael Staikos, griechisch-orthodoxer Metropolit von Austria und Exarch von Ungarn und Mitteleuropa (2011)
- Franz Harnoncourt-Unverzagt, Jurist und Unternehmer (2012)
- Karlheinz Kopf, Klubobmann der ÖVP im österreichischen Nationalrat (2013)[4]
- Michael Bünker, Bischof der Evangelischen Kirche A.B. (2014)[5]
- Hans Tuppy, Politiker und Biochemiker (2014)[6]
- Josef Ackerl, Politiker (2015)
- Ana Blatnik, Bundesratspräsidentin (2015)
- Susanne Kurz, Bundesratspräsidentin (2015)
- Claus Raidl, Unternehmer und Manager (2015)[7]
- Heinz-Christian Strache, Politiker (2017)
- Karlheinz Töchterle, Politiker (2017)[8]
- Erwin Preiner, Politiker (2017)[9]
- Gregor Hammerl, Politiker (2017)[10]
- Josef Saller, Politiker (2017)[10]
- Renate Winter, Richterin (2017)[11]
- Jens Weidmann, Präsident der Deutschen Bundesbank (2018)[12]
- Edgar Mayer, Politiker (2018)[13]
- Peter Ambrozy, Politiker (2019)
- Anneliese Kitzmüller, Dritter Präsident des Nationalrates (2019)[14]
- Reinhard Todt, Politiker (2019)[15]
- Arnold Schwarzenegger, Schauspieler und Politiker (2020)[16]
- Brigitte Zarfl, Beamte und Bundesministerin (2023)[17]
- Beate Meinl-Reisinger, Politikerin (2024)[18]
- Bettina Vollath, Politikerin (2024)[18]
- Michael Chalupka, Bischof der Evangelischen Kirche A.B. in Österreich (2024)[19]
- Heinz Faßmann, Präsident der ÖAW, Bildungsminister (2025)[20]

### Ohne Jahresangabe
- Marc R. Pacheco, US-amerikanischer Senator
- Ludwig Bieringer, Politiker
- Josef Cap, Politiker
- Gertrude Fröhlich-Sandner, Politiker
- Alfred Gerstl, Politiker
- Manfred Gruber, Politiker
- Rupert Hartl, Landtagspräsident von Oberösterreich
- Anna Elisabeth Haselbach, Politiker
- Bertram Jäger, Landtags- und Arbeiterkammerpräsident von Vorarlberg
- Andreas Khol, Politiker
- Jolanda Offenbeck, Politiker
- Herbert Schambeck, Politiker
- Walter Strutzenberger, Vizepräsident des Bundesrates
- Alexander Van der Bellen, Politiker
- Alois Wagner, Erzbischof